# Reichraming
Reichraming osztrák község Felső-Ausztria Steyrvidéki járásában. 2019 januárjában 1705 lakosa volt. 

## Elhelyezkedése

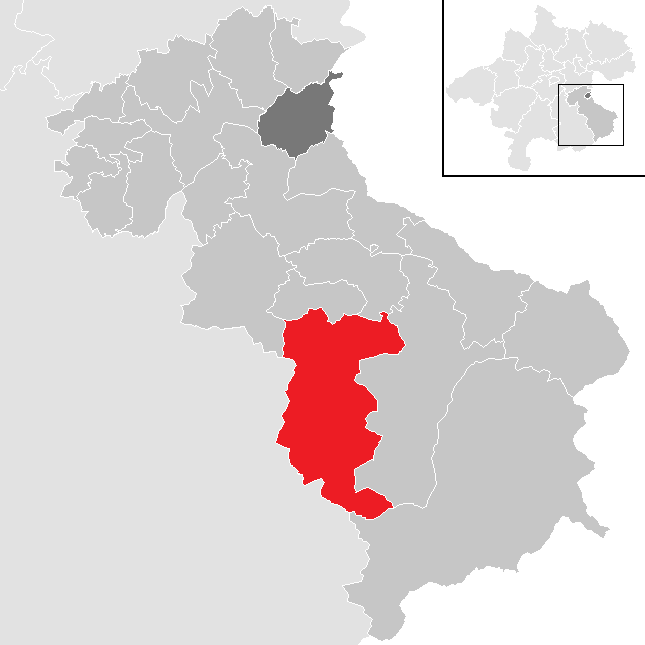
Reichraming a Steyrkörnyéki járásban

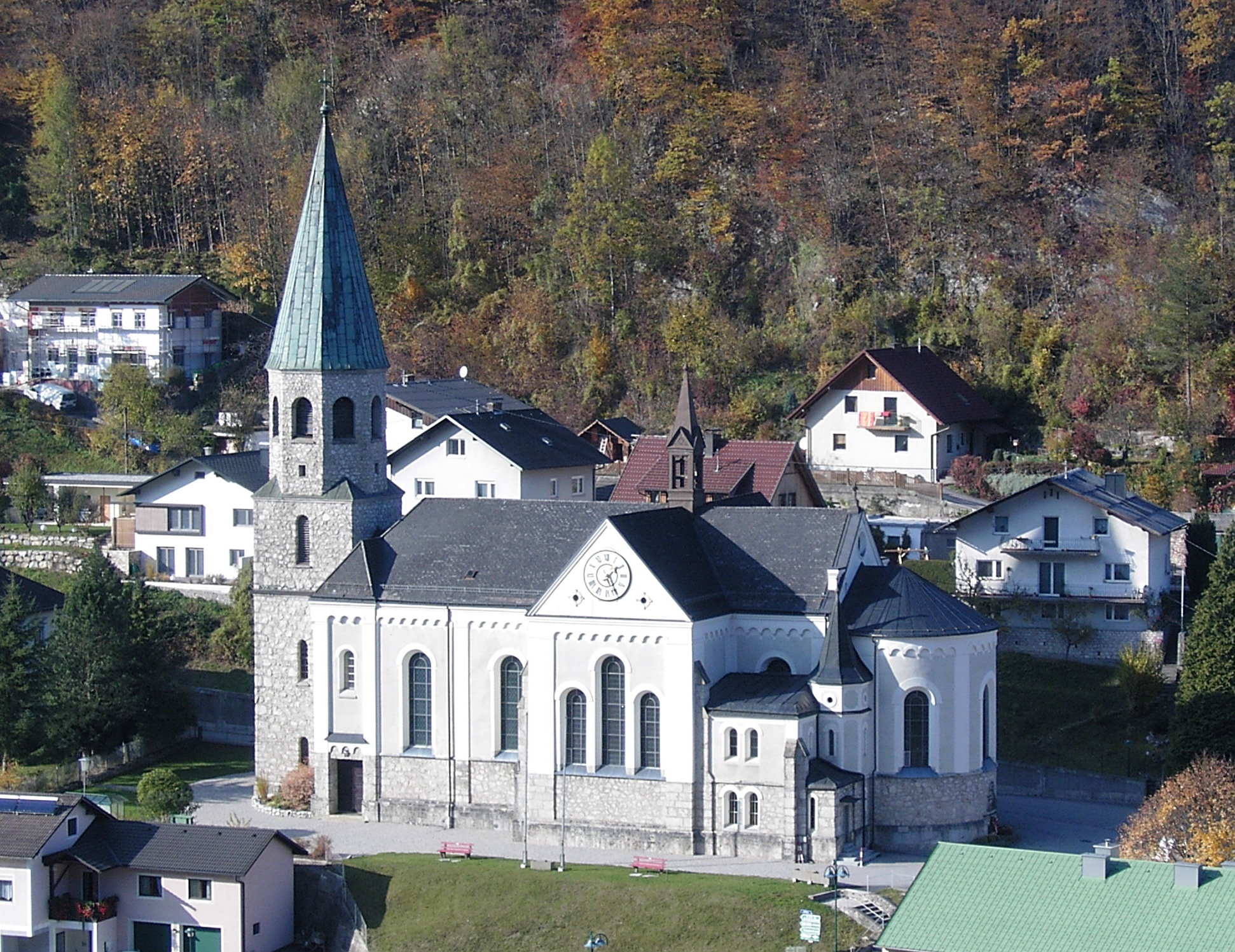
A Szalézi Szt. Ferenc-plébániatemplom

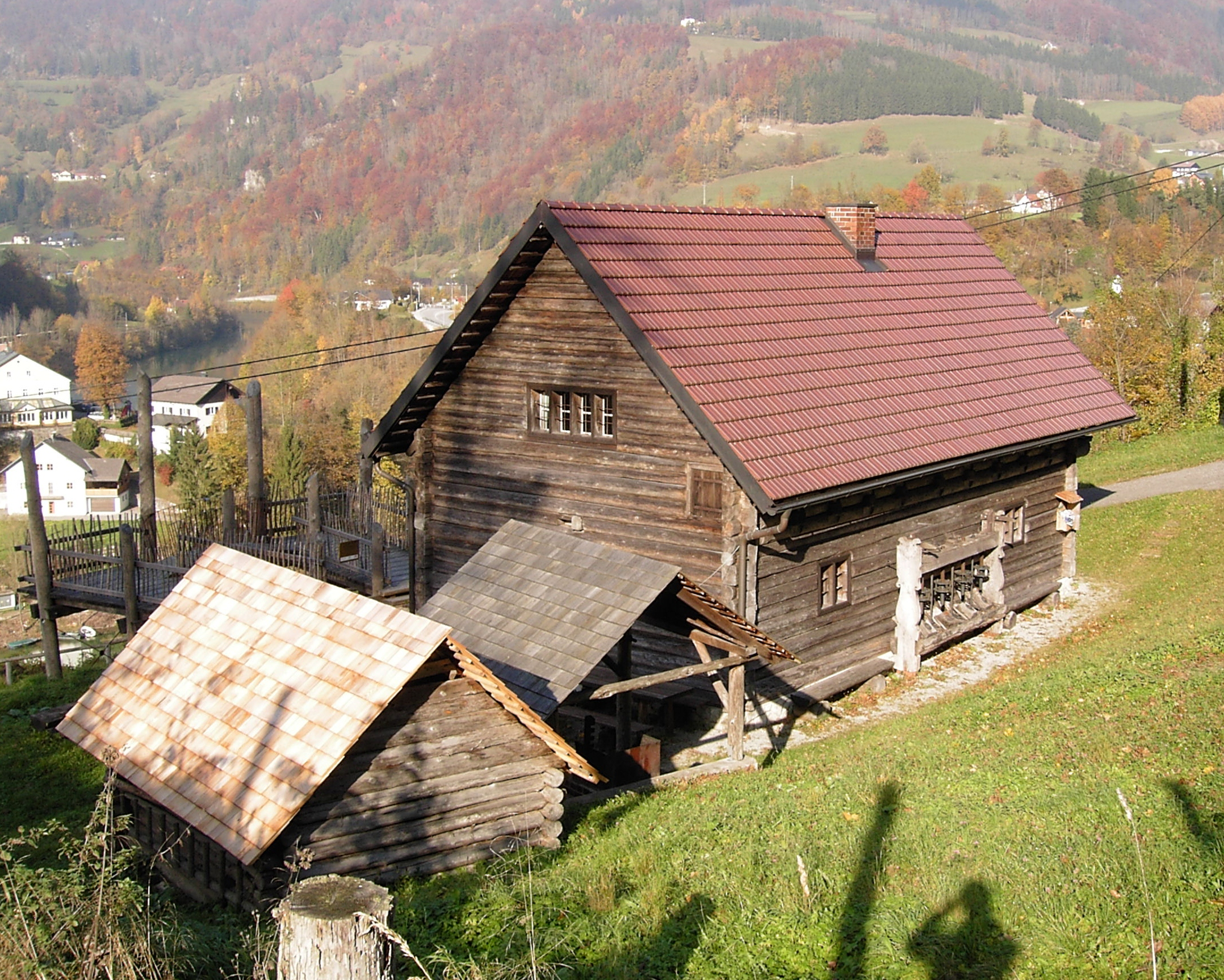
Az erdészmúzeum

Reichraming a tartomány Traunviertel régiójában fekszik az Ennstali Elő-Alpokban, a Reichramingbach és az Enns folyók találkozásánál. Területének 79,2%-a erdő, 11,5% áll mezőgazdasági művelés alatt. Déli része a Kalkalpen Nemzeti Parkhoz tartozik. Az önkormányzat két települést egyesít: Arzberg (633 lakos 2019-ben) és Reichraming (1072 lakos).  
A környező önkormányzatok: északnyugatra Ternberg, északra Losenstein és Laussa, keletre Großraming, délkeletre Weyer, délnyugatra Rosenau am Hengstpaß, nyugatra Molln. 

## Története
A község területén őskőkori kőszerszámokat és csontokat, valamint újkőkori csiszolt kőbaltákat találtak; utóbbiak egy település jelenlétére engednek következtetni. 
A falut feltehetően szlávok alapították, valamikor a 6-7. században. A kremsmünsteri apátság alapítólevele is említi a Steyr környékén élő szlávokat. A térség a független Bajor Hercegséghez tartozott, amelyet 787-ben bekebelezett a Frank Birodalom. A 12. században a régió az Osztrák Hercegséghez került. A lakosság mezőgazdaságból, fakitermelésből és palabányászatból élt. A középkor végén előtérbe került az Ennsen leúsztatott stájerországi vasérc feldolgozása. A 15. század elején pl. a losensteini egyházközségben kétszáz szögkovácsmester működött. 
Bécs 1529-es ostromakor a török portyázók megszállták Reichramingot is; erre emlékeztet a Türkenhaus, amely 1586-ban épült egy kovácsműhely helyén, ahová a törököket kvártélyozták. Reichramingot a napóleoni háborúk alkalmával is megszállták. 
Miután 1938-ban a Német Birodalom annektálta Ausztriát, Reichramingot az Oberdonaui gauhoz sorolták. A második világháború után visszakerült Felső-Ausztriához. 
1982-ben tervek készültek két vízierőmű építésére, de a lakossági tiltakozás hatására és a várható környezeti károk miatt erről végül letettek. 1997-ben megalapították a Kalkalpen Nemzeti Parkot. 

## Lakosság
A reichramingi önkormányzat területén 2019 januárjában 1705 fő élt. A lakosságszám a csúcspontját 1951-ben érte el 2302 fővel, azóta folyamatos csökkenés tapasztalható. 2017-ben a helybeliek 96,8%-a volt osztrák állampolgár; a külföldiek közül 0,4% a régi (2004 előtti), 1,7% az új EU-tagállamokból érkezett. 2001-ben a lakosok 93,6%-a római katolikusnak, 1% mohamedánnak, 4,4% pedig felekezeten kívülinek vallotta magát. Ugyanekkor 4 magyar élt a községben.
A népesség változása:

| 2016 | 1 731 |
| 2018 | 1 742 |

## Látnivalók
- a Szalézi Szt. Ferenc-plébániatemplom
- a 16. századi Türkenhaus
- az erdészmúzeum

## Fordítás
- Ez a szócikk részben vagy egészben  a   Reichraming című német Wikipédia-szócikk ezen változatának fordításán alapul.  Az eredeti cikk szerkesztőit annak laptörténete sorolja fel. Ez a jelzés csupán a megfogalmazás eredetét és a szerzői jogokat jelzi, nem szolgál a cikkben szereplő információk forrásmegjelöléseként.